# Дитрих, Альбрехт
Альбрехт Дитрих (Albrecht Dieterich), (2 мая 1866, Херсфельд — 6 мая 1908, Гейдельберг) — немецкий филолог, антиковед, специалист по истории религии.

## Биография
Альбрехт Дитрих родился в семье учителя гимназии в Херсфельде. Закончив гимназию, изучал классическую филологию в Лейпцигском и Боннском университете, где близко познакомился с Германом Узенером (позднее Дитрих женился на его дочери Марии). Под влиянием Узенера Дитрих увлёкся античной религией, и в 1888 году защитил диссертацию, посвящённую Лейденскому магическому папирусу. Через три года защитил хабилитационную диссертацию, посвящённую орфическим гимнам. Изучал народные верования, совершил несколько поездок в Грецию и Италию. В 1895 году стал в Марбурге внештатным профессором; в 1897 году становится заведующим кафедрой классической филологии в Гиссене.
В последующие годы Дитрих посвятил себя изучению этнографии и классической филологии. В 1903 году принят в Гейдельбергский университет в качестве штатного профессора. В 1905 году Дитрих начал в Гейдельбергском университете семинар по античным магическим папирусам, который привлёк многих талантливых студентов: в их числе были Р. Вюнш, А. Абт, К. Прайсенданц. После внезапной кончины своего учителя они продолжили работу над изучением античной магии. Кроме того, учениками Дитриха были филологи Л. Дейбнер, Ф. Пфистер и О. Вайнрайх, историк В. Вебер и этнограф Э. Ферле.

## Избранные работы
- Nekyia: Beiträge zur Erklärung der neuentdeckten Petrusapokalypse, (1883)
- Die Grabschrift des Aberkios, (1896)
- Mutter Erde, (1905)
- Kleine Schriften, (1911)